# Carcelia vara
Carcelia vara là một loài ruồi trong họ Tachinidae.